# Finale de la Coupe d'Europe des vainqueurs de coupe 1980-1981
La finale de la Coupe d'Europe des vainqueurs de coupe 1980-1981 est la 21e finale de la Coupe d'Europe des vainqueurs de coupe, organisée par l'UEFA. Ce match de football a lieu le 13 mai 1981 au Rheinstadion de Düsseldorf, en Allemagne de l'Ouest.
Elle oppose l'équipe soviétique du Dinamo Tbilissi aux Est-Allemands du Carl Zeiss Iéna. Le match se termine par une victoire des Tbilissiens sur le score de 2 buts à 1, ce qui constitue leur premier sacre dans la compétition ainsi que leur premier titre européen.

## Parcours des finalistes
Note : dans les résultats ci-dessous, le score du finaliste est toujours donné en premier (D : domicile ; E : extérieur).
| Dinamo Tbilissi     | Dinamo Tbilissi | Dinamo Tbilissi | Dinamo Tbilissi |                     | Carl Zeiss Iéna  | Carl Zeiss Iéna | Carl Zeiss Iéna | Carl Zeiss Iéna |
| ------------------- | --------------- | --------------- | --------------- | ------------------- | ---------------- | --------------- | --------------- | --------------- |
| Adversaire          | Total           | Aller           | Retour          | Tour                | Adversaire       | Total           | Aller           | Retour          |
| PAE Kastoria        | 2 - 0           | 0 - 0 (E)       | 2 - 0 (D)       | Seizièmes de finale | AS Rome          | 4 - 3           | 0 - 3 (E)       | 4 - 0 (D)       |
| Waterford United    | 5 - 0           | 1 - 0 (E)       | 4 - 0 (D)       | Huitièmes de finale | Valence CF       | 3 - 2           | 3 - 1 (D)       | 0 - 1 (E)       |
| West Ham United     | 4 - 2           | 4 - 1 (E)       | 0 - 1 (D)       | Quarts de finale    | Newport County   | 3 - 2           | 2 - 2 (D)       | 1 - 0 (E)       |
| Feyenoord Rotterdam | 3 - 2           | 3 - 0 (D)       | 0 - 2 (E)       | Demi-finales        | Benfica Lisbonne | 2 - 1           | 2 - 0 (D)       | 0 - 1 (E)       |

## Match
| ·                |                          |     |
| Titulaires :     |                          |     |
|                  |                          |     |
| 1                | Otar Gabelia (en)        |     |
| 2                | Tamaz Kostava (en)       |     |
| 3                | Aleksandr Tchivadze      |     |
| 4                | Nodar Khizanishvili (en) |     |
| 5                | Georgi Tavadze (ru)      |     |
| 6                | Vitaly Daraselia         |     |
| 7                | Zaur Svanadze (en)       | 67e |
| 8                | Tengiz Sulakvelidze      |     |
| 9                | Vladimir Gutsaev         |     |
| 10               | David Kipiani            |     |
| 11               | Ramaz Shengelia          |     |
|                  |                          |     |
| Remplaçants :    |                          |     |
| 13               | Nugzar Kakilashvili (en) | 67e |
|                  |                          |     |
| Entraîneur :     |                          |     |
| Nodar Akhalkatsi |                          |     |

| ·             |                         |     |
| Titulaires :  |                         |     |
|               |                         |     |
| 1             | Hans-Ulrich Grapenthin  |     |
| 2             | Gert Brauer             |     |
| 3             | Gerhard Hoppe (de)      | 88e |
| 4             | Wolfgang Schilling (en) |     |
| 5             | Lothar Kurbjuweit       |     |
| 6             | Rüdiger Schnuphase      |     |
| 7             | Andreas Krause (en)     |     |
| 8             | Lutz Lindemann (en)     |     |
| 9             | Andreas Bielau          | 76e |
| 10            | Jürgen Raab (en)        |     |
| 11            | Eberhard Vogel          |     |
|               |                         |     |
| Remplaçants : |                         |     |
| 13            | Ulrich Oevermann (de)   | 88e |
| 15            | Thomas Töpfer (en)      | 76e |
|               |                         |     |
| Entraîneur :  |                         |     |
| Hans Meyer    |                         |     |

| ·                |                          |     |
| Titulaires :     |                          |     |
|                  |                          |     |
| 1                | Otar Gabelia (en)        |     |
| 2                | Tamaz Kostava (en)       |     |
| 3                | Aleksandr Tchivadze      |     |
| 4                | Nodar Khizanishvili (en) |     |
| 5                | Georgi Tavadze (ru)      |     |
| 6                | Vitaly Daraselia         |     |
| 7                | Zaur Svanadze (en)       | 67e |
| 8                | Tengiz Sulakvelidze      |     |
| 9                | Vladimir Gutsaev         |     |
| 10               | David Kipiani            |     |
| 11               | Ramaz Shengelia          |     |
|                  |                          |     |
| Remplaçants :    |                          |     |
| 13               | Nugzar Kakilashvili (en) | 67e |
|                  |                          |     |
| Entraîneur :     |                          |     |
| Nodar Akhalkatsi |                          |     |

| ·             |                         |     |
| Titulaires :  |                         |     |
|               |                         |     |
| 1             | Hans-Ulrich Grapenthin  |     |
| 2             | Gert Brauer             |     |
| 3             | Gerhard Hoppe (de)      | 88e |
| 4             | Wolfgang Schilling (en) |     |
| 5             | Lothar Kurbjuweit       |     |
| 6             | Rüdiger Schnuphase      |     |
| 7             | Andreas Krause (en)     |     |
| 8             | Lutz Lindemann (en)     |     |
| 9             | Andreas Bielau          | 76e |
| 10            | Jürgen Raab (en)        |     |
| 11            | Eberhard Vogel          |     |
|               |                         |     |
| Remplaçants : |                         |     |
| 13            | Ulrich Oevermann (de)   | 88e |
| 15            | Thomas Töpfer (en)      | 76e |
|               |                         |     |
| Entraîneur :  |                         |     |
| Hans Meyer    |                         |     |